# Vinylz
Anderson Hernandez (ur. 2 września 1989 w Washington Heights, Manhattan), znany na scenie muzycznej pod pseudonimem Vinylz – amerykański kompozytor i producent muzyczny. Współpracował z takimi wykonawcami jak, między innymi: Cassidy, Jay-Z, DJ Khaled, Travis Scott, Nicki Minaj, Drake, Chris Brown i Post Malone.

## Życiorys i kariera muzyczna
Anderson Hernandez urodził się 2 września 1989 roku w Washington Heights (dzielnica Manhattanu). Mając 15 lat zrealizował pierwsze ścieżki dźwiękowe. Zainteresował się wówczas produkcją muzyczną i postanowił zająć się muzyką w pełnym wymiarze godzin. Dokonał tego wyboru wbrew życzeniom swoich rodziców, ostatecznie porzucając szkołę. Później jednak zyskał aprobatę rodziców, gdy ci usłyszeli piosenki, które wyprodukował dla Drake’a. Jako producent przyjął pseudonim Vinylz jako wyraz uznania dla kolekcji płyt winylowych swojego ojca, w których znalazł inspirację dla swoich bitów.
W 2007 roku podczas pobytu w Atlancie poznał producenta Boi-1da, po czym zaprosił go na jedną ze swoich sesji w studiu. W efekcie doszło między nimi do stałej współpracy.
W 2008 roku współpracował z Cassidym nad kilkoma jego singlami, w tym utworem Amnesia" po czym powrócił do współpracy z Boi-1da, która miała się okazać bardzo owocna.
W 2013 roku Vinlyz był już znany jako współtwórca jednych z największych utworów hip-hopowych. Mając do dyspozycji oprogramowanie FL Studio i elektroniczną klawiaturę współpracował z Boi-1da przy realizacji utworów „5AM In Toronto” Drake’a, „No New Friends” DJ-a Khaleda i „FuckWithMeYouKnowIGotIt” Jaya-Z.
W 2014 roku skontaktował się z nim osobiście J. Cole i zaproponował współpracę. W rezultacie Vinylz wziął udział w produkcji piosenek „Fire Squad” i „A Tale of 2 Citiez” przeznaczonych na jego nowy album, 2014 Forest Hills Drive. Uczestniczył też w produkcji piosenki „All Things Go” z albumu The Pinkprint Nicki Minaj. Później, w tym samym roku brał udział w produkcji albumu The Young OG Project Fabolousa.
W latach 2015–2017 wyprodukował szereg piosenek, w tym: „Back To Sleep” (wspólnie z Boi-1da) z albumu Royalty Chrisa Browna (oraz jeden z jej remiksów, „Pick Up The Phone”) (z Frankiem Dukesem) Travisa Scotta i Younga Thuga, J. Cole’a „Deja Vu”, „Rapture” Fabolousa i Jadakissa, „Headlock” Cousina Stizza oraz „Deja Vu“ wspólnie (z Frankiem Dukesem) z debiutanckiego albumu Posta Malone’a, Stoney.
W 2018 roku wspólnie z Boi-1da i Frankiem Dukesem wyprodukował singel „Be Careful” Cardi B (wydany 30 marca), zapowiadający debiutancki album artystki, Invasion of Privacy. Singel doszedł do 1. miejsca na liście Rhythmic Airplay tygodnika Billboard oraz zdobył (6 kwietnia 2023) certyfikat poczwórnej platynowej płyty RIAA. 16 maja 2018 roku ukazał się singel Jaya Rocka „Win”, wyprodukowany przez Boi-1da i Vinylza. 11 sierpnia singel doszedł do 4. miejsca na liście Bubbling Under R&B/Hip-Hop Singles tygodnika Billboard, a 12 marca 2019 roku zdobył certyfikat złotej płyty RIAA.
W 2021 roku Vinylz znalazł się w gronie producentów (Boi-1da, Skrillex, Nile Rogers, James Blake, WondaGurl i inni), ktorzy wyprodukowali debiutancki album raperki Starrah, The Longest Interlude, wydany 17 marca za pośrednictwem Apple Music jako streaming. 13 maja Warner Chappell Music, globalny oddział wydawniczy Warner Music Group, ogłosił zawarcie ogólnoświatowej umowy wydawniczej z Vinylzem. W tym samym roku Vinylz wspólnie z producentami Noah ”40” Shebibem, Oliverem El-Khatibem, Metro Boominem, PARTYNEXTDOOR-em, TM88, OG Ron C i Nineteen85 pracował przy realizacji albumu Drake’a Certified Lover Boy, wydanego 3 września.
W lipcu 2023 roku ukazał się album Travisa Scotta Utopia. Vinyl był, wspólnie z Colemanem, BNYX-em, Boi-1da i Tayem Keithem, producentem jednego z utworów albumu, „MELTDOWN” (Feat. Drake).
Spośród swoich ulubionych producentów muzycznych Vinylz wymienił: Boi-1da, T-Minusa, Hit-Boya i Mike’a Will Made It.

## Nagrody i wyróżnienia
- Nagroda Grammy – 2 nominacje[17].